# Faith Ford
Faith Ford (født 14. september 1964) er en amerikansk skuespiller, bedst kendt for sin rolle i den amerikanske sitcom Hope & Faith, hvor hun spiller den omsorgsfulde husmor, Hope Shanowski, der sammen med sin mand Charley Shanowski (spillet af Ted McGinley) og hendes 3 børn Sydney, Hayley og Justin Shanowski forsøger at få livet til at køre på normal vis, samtidig med at Faith Fairfield (Kelly Ripa), Hope's yngre søster, plager dem fra hus og hjem.